# ایلی، ارمنستان
ایلی (به ارمنی: իլլի) یک روستا در ارمنستان است که در استان شیراک واقع شده‌است.  در  کیلومتری شمال گیومری، مرکز استان شیراک واقع شده است.